# Liste der Olympiasieger im Tauziehen

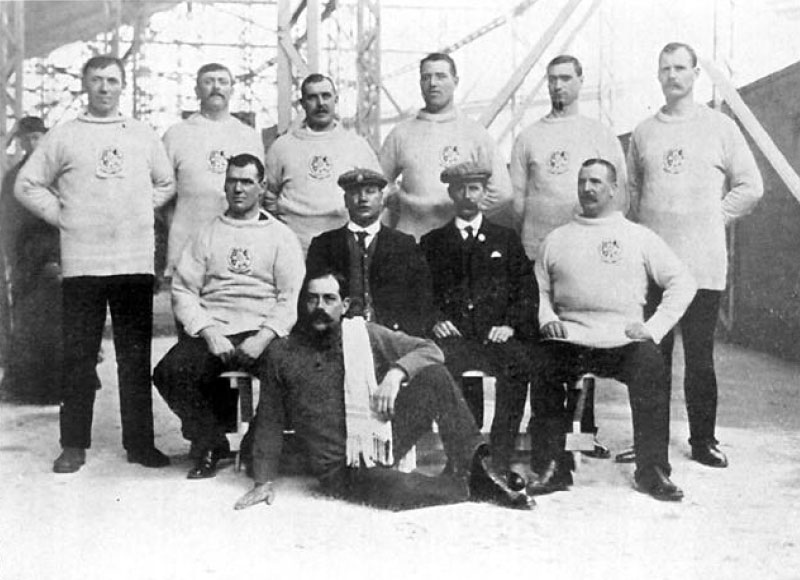
Olympiasieger 1908: Tauziehmannschaft der City of London Police mit Betreuern

Die Liste der Olympiasieger im Tauziehen listet alle Medaillengewinner zwischen 1900 und 1920. Sechsmal war Tauziehen in diesem Zeitraum eine olympische Sportart.

## Medaillengewinner
| Olympia | Gold | Silber | Bronze |
| ------- | --- | --- | --- |
| 1900    | Gemischte Mannschaft 0 Edgar Aabye August Nilsson Eugen Schmidt Gustaf Söderström Karl Gustaf Staaf Charles Winckler                                                     | Gemischte Mannschaft (Racing Club de France) Roger Basset Jean Collas Charles Gondouin Francisco Henríquez de Zubiría Joseph Roffo Émile Sarrade                                    | — |
| 1904    | Vereinigte Staaten (Milwaukee Athletic Club)Patrick Flanagan Sidney Johnson Conrad Magnusson Oscar Olson Henry Seiling                                                   | Vereinigte Staaten (Southwest Turnverein of St. Louis I)Max Braun August Rodenberg Charles Rose William Seiling Orin Upshaw                                                         | Gemischte Mannschaft (Southwest Turnverein of St. Louis II) Oscar Friede Charles Haberkorn Harry Jacobs Frank Kugler Charles Thias                       |
| (1906)  | Deutsches Reich 0Wilhelm Born Willy Dörr Karl Kaltenbach Joseph Krämer Wilhelm Ritzenhoff Heinrich Rondi Heinrich Schneidereit Julius Wagner                             | Griechenland (Omas Helliniki P. S.)Konstantinos Lazaros Spyros Lazaros Georgios Papachristou Georgios Psachos Vasilios Psachos Panagiotis Trivoulidis Antonios Tsitas Spyros Vellas | Schweden 0Erik Granfelt Gustaf Grönberger Anton Gustafsson Oswald Holmberg Eric Lemming Axel Norling Carl Svensson Ture Wersäll                          |
| 1908    | Großbritannien (City of London Police)Edward Barrett Frederick Goodfellow William Hirons Frederick Humphreys Albert Ireton Frederick Merriman Edwin Mills James Shepherd | Großbritannien (Liverpool Police)Thomas Butler Jim Clarke William Greggan Alexander Kidd Daniel McDonald Lowey Patrick Philbin George Smith Thomas Swindlehurst                     | Großbritannien (Metropolitan Police)Walter Chaffe Joseph Dowler Ernest Ebbage Thomas Homewood Alexander Munro William Slade Walter Tammas James Woodget  |
| 1912    | Schweden (Stockholmspolisen)Arvid Andersson Adolf Bergman Johan Edman Erik Algot Fredriksson August Gustafsson Carl Jonsson Erik Larsson Herbert Lindström               | Großbritannien (City of London Police)Walter Chaffe Joseph Dowler Frederick Humphreys Mathias Hynes Edwin Mills Alexander Munro John Sewell James Shepherd                          | — |
| 1920    | Großbritannien (City of London Police)George Canning Fred Holmes Frederick Humphreys Edwin Mills John Sewell James Shepherd Harry Stiff Ernest Thorne                    | Niederlande 0Wilhelmus Johannes Bekkers Johannes Hengeveld Sijtse Jansma Henk Janssen Antonius van Loon Willem van Loon Marinus van Rekum Willem van Rekum                          | Belgien 0Edouard Bourguignon Alphonse Ducatillon Rémy Maertens Christian Piek Henri Pintens Charles Van Den Broeck François Van Hoorenbeek Gustave Wuyts |

## Erfolgreichste Athleten
| Platz | Name                | Land | Gold | Silber | Bronze | Gesamt |
| ----- | ------------------- | --- | ---- | ------ | ------ | ------ |
| 1.    | Frederick Humphreys | Großbritannien                                                                                          | 2    | 1      | –      | 3      |
| 1.    | Edwin Mills         | Großbritannien                                                                                          | 2    | 1      | –      | 3      |
| 1.    | James Shepherd      | Großbritannien                                                                                          | 2    | 1      | –      | 3      |
| 4.    | John Sewell         | Großbritannien                                                                                          | 1    | 1      | –      | 2      |
| 5.    | 39 Sportler         | Dänemark (3) Deutsches Reich (8) Schweden (11) Großbritannien (12) Vereinigte Staaten (5)               | 1    | –      | –      | 1      |
| 44.   | 3 Sportler          | Großbritannien (3)                                                                                      | –    | 1      | 1      | 2      |
| 47.   | 36 Sportler         | Frankreich (5) Griechenland (8) Kolumbien (1) Niederlande (8) Großbritannien (9) Vereinigte Staaten (5) | –    | 1      | –      | 1      |
| 83.   | 26 Sportler         | Belgien (8) Deutsches Reich (1) Schweden (8) Großbritannien (5) Vereinigte Staaten (4)                  | –    | –      | 1      | 1      |

## Nationenwertung
| Platz | Land                 | Gold | Silber | Bronze | Gesamt |
| ----- | -------------------- | ---- | ------ | ------ | ------ |
| 1.    | Großbritannien       | 2    | 2      | 1      | 5      |
| 2.    | Gemischte Mannschaft | 1    | 1      | 1      | 3      |
| 3.    | Vereinigte Staaten   | 1    | 1      | –      | 2      |
| 4.    | Schweden             | 1    | –      | 1      | 2      |
| 5.    | Deutsches Reich      | 1    | –      | –      | 1      |
| 6.    | Griechenland         | –    | 1      | –      | 1      |
| 6.    | Niederlande          | –    | 1      | –      | 1      |
| 8.    | Belgien              | –    | –      | 1      | 1      |